# 這時候會是誰？
《這時候會是誰？》（英語：Who Could That Be at This Hour?）是雷蒙尼·史尼奇《墨漬鎮謎團》系列的第一部小說，2012年10月出版。書中插圖由漫畫家賽斯所繪。

## 情節簡介
「組織」的第五十二位督導S·席朵拉·馬克森及其實習生雷蒙尼·史尼奇來到一個近乎荒廢的小鎮「濱海墨漬鎮」（Stain'd-by-the-Sea），他們受墨菲·沙利斯夫人之託，展開了取回據稱被馬拉罕家族偷走的一座「轟轟怪」（Bombinating Beast）雕像的任務。但在執行任務過程中，史尼奇不僅發現了該座雕像本就是屬於馬拉罕家族擁有的、墨菲·沙利斯夫人實際上是女演員莎莉·墨菲假扮的，還發現一個擅於模仿他人聲音的神秘人物「吊火人」正在試圖奪取這座雕像。史尼奇結識了一位名叫艾琳頓·魏莊女孩，因她的父親被吊火人綁架，因此遭脅迫要幫吊火人取得雕像。當史尼奇等人要將「轟轟怪」雕像還給馬拉罕家族時，卻發現雕像已被艾琳頓·魏莊以暗中掉包的方式取走了。

## 人物
- 雷蒙尼·史尼奇，本作主角，時年13歲，是S·席朵拉·馬克森的實習生
- S·席朵拉·馬克森，「組織」底下的第五十二位督導
- 茉希·馬拉罕，濱海墨漬鎮唯一的記者，與雷蒙尼·史尼奇年紀差多大的女孩
- 艾琳頓·魏莊，一位正在尋找雕像的女孩，其父親被吊火人綁架
- 吊火人，擅於模仿他人的聲音的神秘人物，出於不明原因想取得雕像
- 墨菲·沙利斯夫人，實際上是女演員莎莉·墨菲假扮的
- 達許·快打，濱海墨漬鎮圖書館代理館長
- 施繁華，「失臂飯店」老闆
- 佩洛榭與布瓦·貝勒洛芬兄弟，各自綽號為「皮普」和「阿吱」
- 哈維與咪咪·米契，濱海墨漬鎮的唯一的夫妻檔警察
- 史都·米契，哈維與咪咪的兒子
- 馬拉罕先生，茉希的父親
- 海克特，時年12歲

## 評價
《出版者周刊》書評認為此書「充滿史尼奇著名的滑稽幽默以及令人抓狂的開放式結局，使讀者會吵著想看第二集。」